# 137丁目-シティ・カレッジ駅
137丁目-シティ・カレッジ駅（137ちょうめ-シティ・カレッジえき、英語: 137th Street–City College）は、ニューヨーク市地下鉄IRTブロードウェイ-7番街線の駅である。マンハッタン区ハーレムとハミルトン・ハイツに跨がるブロードウェイと西137丁目の交差点に位置し、1系統が終日停車する。

## 歴史
駅は1904年10月27日、マンハッタン本線（現在のIRTレキシントン・アベニュー線とIRTブロードウェイ-7番街線）のシティ・ホール駅 - 145丁目駅間が開通した際に開業した。
1948年4月6日、103丁目駅 - ダイクマン・ストリート駅間の各駅でホーム有効長の延長が行われた。以前は6両編成までの入線に対応していたが、延長工事により10両編成の列車の入線に対応できるようになった。ただし、125丁目駅のみ2ヶ月後の1948年6月11日に延長が行われている。
1981年、MTAは地下鉄内で最も老朽化した69駅の中に当駅を挙げている。
2007年1月2日、当時19歳の大学生Caramer Hollopeterが発作のため線路上に転落した。しかし、転落に気付いた建設作業員ウェスリー・オートリーが自らの命を顧みずに学生を救助、両者ともに列車に轢かれることなく無事にホーム上に戻った。この勇気ある行動を称えてオートリーには数々の賞と賞金、またオートリーの2人の娘には奨学金が与えられた。

## 駅構造
| G          | 地上階                     | 出入口                                                                                               |
| P ホーム階 | 相対式ホーム、右側扉が開く | 相対式ホーム、右側扉が開く                                                                           |
| P ホーム階 | 北行緩行線                 | ← ヴァン・コートランド・パーク-242丁目駅行き（145丁目駅） ← ラッシュ時一部列車：当駅止まり、降車専用 |
| P ホーム階 | 混雑方向急行線             | → 定期列車なし                                                                                       |
| P ホーム階 | 南行緩行線                 | → サウス・フェリー駅行き（125丁目駅） →                                                              |
| P ホーム階 | 相対式ホーム、右側扉が開く | |

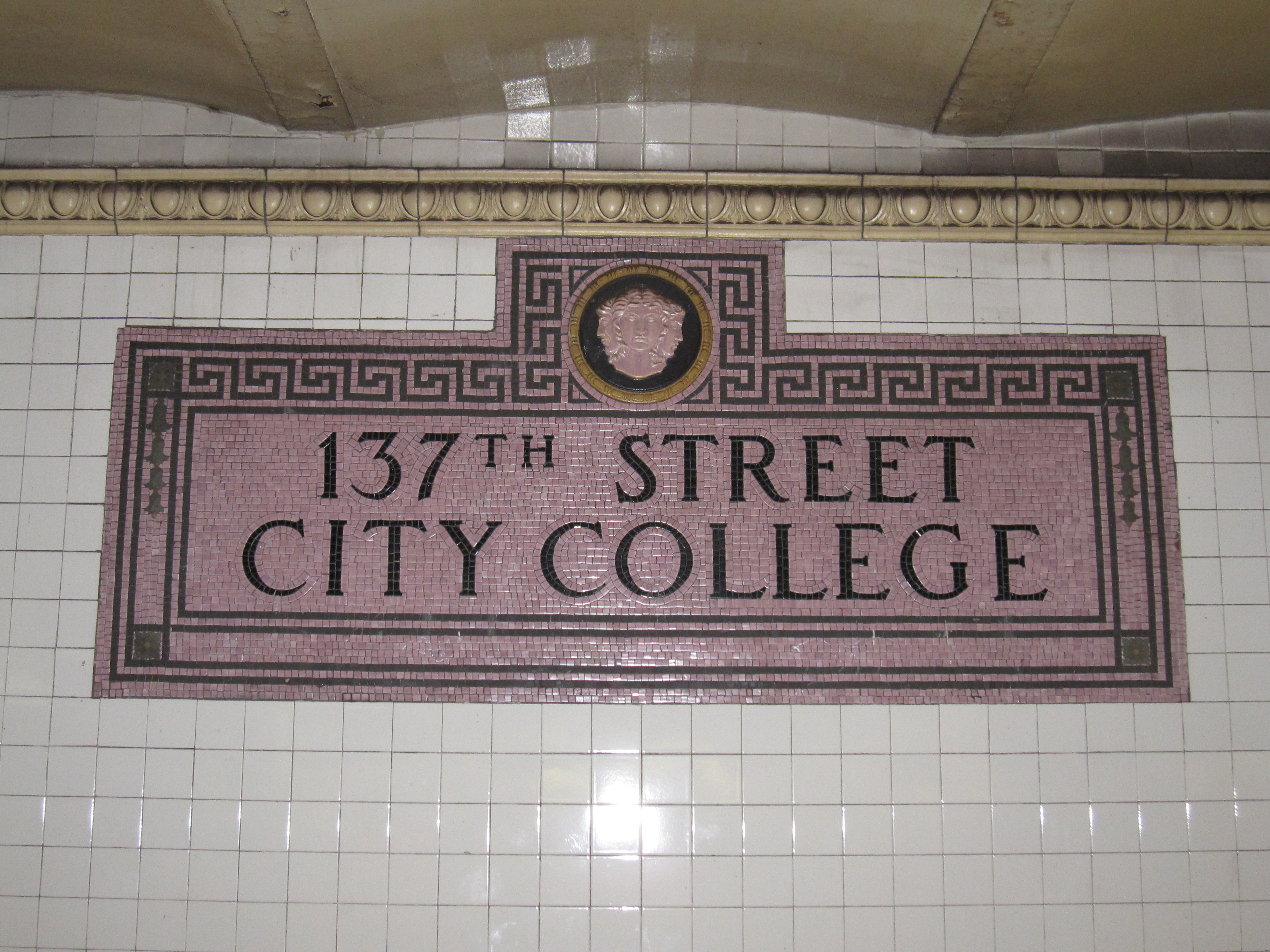
モザイクを用いた駅名標

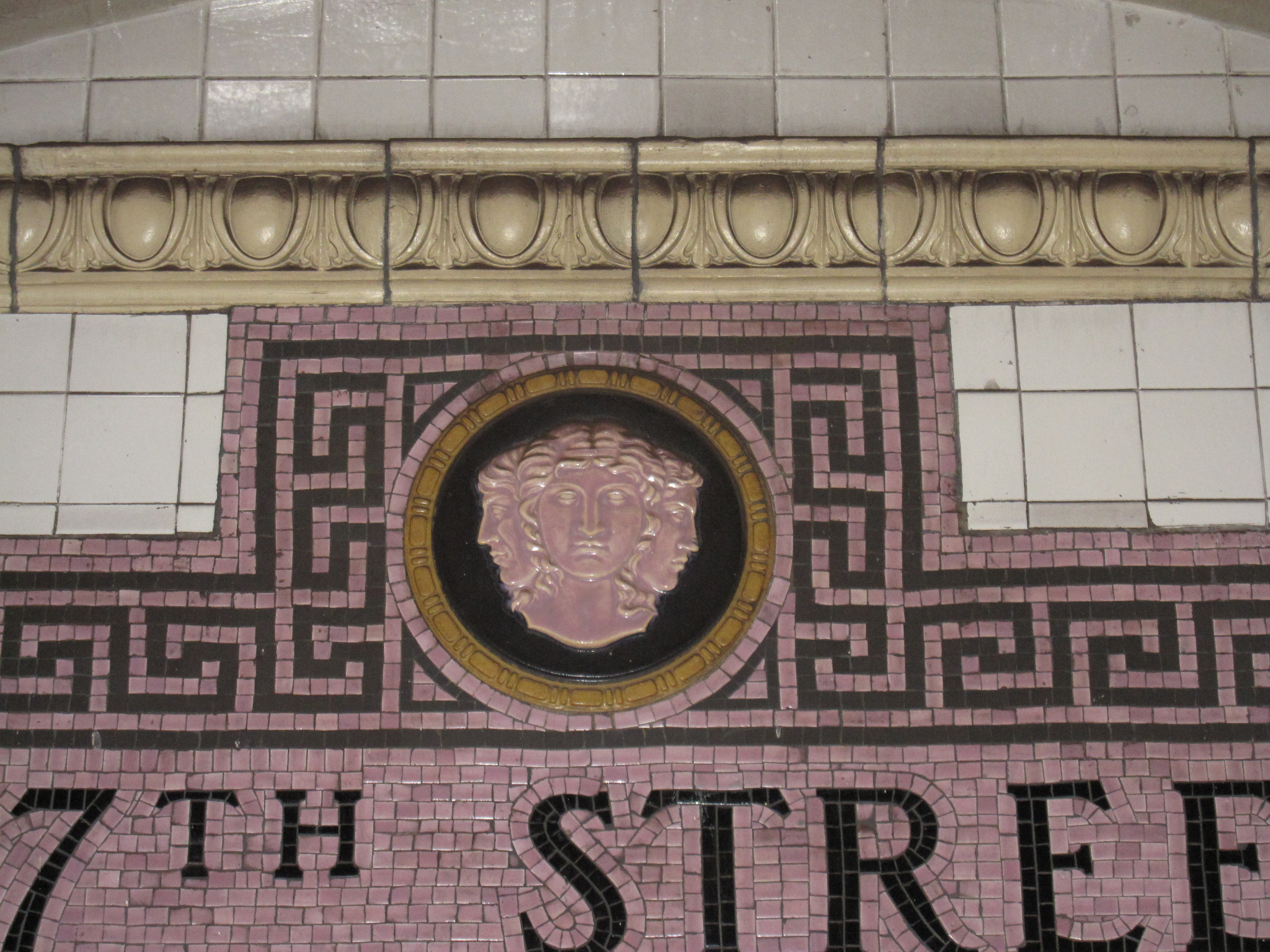
駅名標上部のカルトゥーシュ

駅は相対式ホーム2面と緩行線2線・急行線1線を有した2面3線の地下駅で、急行線を走行する定期列車はない。駅の北側には137丁目車両基地があり、本線を挟んで東側に留置線2線・西側に留置線3線の計5線がある。このため朝ラッシュ時の一部北行列車は当駅止まりで、到着後回送となり車両基地で留置される。
駅の南側では線路は一度地上へ上がりブロードウェイ-7番街線ダイクマン・ストリート駅以南で唯一の高架駅である125丁目駅に入り、再び線路は地下へ潜り116丁目-コロンビア大学駅に入る。
2005年5月27日に9系統が廃止されるまで、当駅は7番街線内千鳥停車区間（ヴァン・コートラント・パーク-242丁目駅 - 当駅間）における最南端の駅であった。当駅より北側では1系統と9系統が千鳥停車を行うため、1系統の停車する駅に行きたい9系統の乗客、あるいはその逆の乗客は当駅にて乗り換えを行っていた。

### 出口
駅には南北ホームで独立して以下の出入口が存在する。改札内で両ホーム間は行き来できないため注意が必要。
- 北行ホーム：階段2つ、ブロードウェイと西138丁目の交差点南東
- 南行ホーム：階段2つ、ブロードウェイと西137丁目の交差点北西・南西

## 映像
駅は2008年のテレビドラマ『ニューアムステルダム』の多くのシーンで登場しているが、撮影自体はグランド・セントラル駅シャトルホームにて行われている。